# Patrick S. Dinneen
Patrick Stephen Dinneen (en irlandés: Pádraig Ua Duinnín; 25 de diciembre de 1860-29 de septiembre de 1934) fue un lexicógrafo e historiador irlandés, y una figura destacada del renacimiento gaélico.

## Vida
Dinneen nació cerca de Rathmore, condado de Kerry.  Fue educado en las Escuelas Nacionales Shrone y Meentogues y en el St. Brendan's College en Killarney.  Obtuvo una licenciatura y una maestría con honores de segunda clase de la Universidad Real de Irlanda. La licenciatura (1885) fue en ciencias clásicas y matemáticas, la maestría (1889) fue en ciencias matemáticas. Se unió a la Compañía de Jesús en 1880 y fue ordenado sacerdote en 1894, pero dejó la orden en 1900 para dedicar su vida al estudio de la lengua irlandesa  pero siguió siendo sacerdote. Después de su ordenación, enseñó el irlandés, el inglés, los clásicos y las matemáticas en tres colegios jesuitas diferentes, incluido Clongowes Wood College, un internado jesuita cerca de Clane, en el condado de Kildare.
Fue una figura destacada de la Sociedad de Textos Irlandeses, publicó ediciones de Foras Feasa ar Éirinn de Geoffrey Keating., poemas de Aogán Ó Rathaille, Piaras Feiritéar, Tadhg Gaelach Ó Súilleabháin y otros poetas. También escribió una novela y una obra de teatro en irlandés, y tradujo al irlandés obras como Cuento de Navidad de Charles Dickens. Su obra más conocida, sin embargo, es su diccionario irlandés-inglés, Foclóir Gaedhilge agus Béarla, que se publicó por primera vez en 1904.  El material y las láminas del diccionario fueron destruidos durante el Levantamiento de Pascua de 1916, entonces Dinneen aprovechó la oportunidad para ampliar el diccionario. Una segunda edición mucho más amplia fue publicado en 1927, compilada con la ayuda de Liam S. Gogan, sin embargo la solicitud de Dinneen a la Sociedad de Textos Irlandeses de incluir el nombre de Gogan en la portada fue rechazada. Gogan continuó trabajando en la colección de palabras hasta su muerte en 1979. Este diccionario complementario se publicó en línea en 2011. 
Padre Dinneen murió en Dublín a la edad de 73 años y está enterrado en el cementerio de Glasnevin, Dublín.

## enlaces externos
- Works by An tAthair Pádraig Ó Duinnín at Project Gutenberg
- Works by or about Patrick S. Dinneen at Internet Archive
- Scans of Dinneen's Irish-English dictionary (first edition of 1904)
- Searchable version of 1927 edition of Dinneen's Irish-English dictionary

- Datos: Q3778161
- Multimedia: Patrick S. Dinneen / Q3778161